# 알레한드로 푸에르토
알레한드로 푸에르토 디아스(스페인어: Alejandro Puerto Díaz, 1964년 10월 1일~)는 쿠바의 레슬링 선수로 1992년 하계 올림픽 자유형 밴텀급 부문에서 금메달을 획득했다. 또한 세계 레슬링 선수권 대회에서 2회 우승, 팬아메리칸 게임 1회 우승을 달성했다.